# ふるさと (アルバム)
『ふるさと』は、国仲涼子の1stアルバムであり、現時点での最後のアルバムでもある。

## 概要
- オリジナル楽曲とカバー楽曲によって構成されている。

## 収録曲
（全編曲：Haya10）
1. 琉球ムーン
  - 作詞：木村武達／作曲：ミヤギマモル
2. 私のままで…
  - 作詞・作曲：阿久津健太郎
  - 日本トランスオーシャン航空イメージソング
3. 涙くんさよなら
  - 作詞・作曲：浜口庫之助
  - 和田弘とマヒナスターズのカバー曲。
4. 白いブランコ
  - 作詞：小平なほみ／作曲：菅原進
  - ビリーバンバンのカバー曲。
5. White;君に言えなかったこと
  - 作詞：渡辺なつみ／作曲：松本良喜
6. コーヒーショップで
  - 作詞：阿久悠／作曲：三木たかし
  - あべ静江のカバー曲。
7. 学生街の喫茶店
  - 作詞：山上路夫／作曲：すぎやまこういち
  - ガロのカバー曲。
8. 草笛を吹こうよ
  - 作詞：門井八郎／作曲：上原賢六
  - 浜田光夫、三条江梨子のカバー曲。
9. 寒い朝
  - 作詞：佐伯孝夫／作曲：吉田正
  - 吉永小百合のカバー曲。
10. 遠くで…
  - 作詞：津波信一／作曲：ミヤギマモル
11. ともだち
  - 作詞：森浩美／作曲：T2ya
12. ごめんね…
  - 作詞：森浩美／作曲：松本良喜／編曲：星野孝文
13. 春の風
  - 作詞・作曲：阿久津健太郎
14. ふるさと
  - 作詞・作曲：ミヤギマモル